# Cao Sang
Cao Sang (* 6. September 1973) ist ein vietnamesischer Großmeister im Schach. Zwischen 2001 und 2010 war er für den ungarischen Schachverband gemeldet.
Mit der vietnamesischen Nationalmannschaft nahm er an vier Schacholympiaden (1990–1996) teil. Außerdem nahm er drei Mal an den asiatischen Mannschaftsmeisterschaften (1991–1995) teil.
In Ungarn spielte er von der Saison 1999/2000 bis zur Saison 2010/11 für Honvéd Budapest.
Im Jahr 1995 wurde er Internationaler Meister, seit 2003 trägt er den Titel Großmeister. Seine Elo-Zahl beträgt 2401 (Stand: Dezember 2021), seine bisher höchste Elo-Zahl war 2558 im Januar 2011.
| Hier fehlt eine Grafik, die leider im Moment aus technischen Gründen nicht angezeigt werden kann. Wir arbeiten daran! |